# Matthias Andresen
Matthias Andresen (* 14. April 1904 in Tondern, Provinz Schleswig-Holstein; † 22. Oktober 1992) war ein deutscher Politiker der CDU.

## Leben und Beruf
Andresen war von Beruf Herrenschneidermeister. Er war Präsident der Handwerkskammer Flensburg.

## Politik
Andresen trat zum 1. Mai 1937 in die NSDAP ein (Mitgliedsnummer 3.948.430). 1934 und 1949 war er in Ermittlungen der Staatsanwaltschaft Flensburg im Zusammenhang mit der Misshandlung politischer Gegner in Husum einbezogen. 1934, Andresen war damals Mitglied der „Reserve-SA“ wurde er lediglich als Zeuge vernommen. Im Verfahren 1949, in dem er als Teilnehmer angesehen wurde, kam es jedoch nicht zu einer Verurteilung. Danker und Lehmann-Himmel charakterisieren ihn in ihrer Studie über das Verhalten und die Einstellungen der Schleswig-Holsteinischen Landtagsabgeordneten und Regierungsmitglieder der Nachkriegszeit in der NS-Zeit als „politisch angepasst“.
Seit 1946 gehörte Andresen der CDU an. In den 1950er Jahren war er Vorsitzender des Kreisverbandes Husum. Seit 1948 war Andresen Stadtvertreter in Husum und seit 1954 dort Bürgervorsteher.
Von 1954 bis 1971 war Andresen Abgeordneter im Schleswig-Holsteinischen Landtag. Er vertrat den Landtagswahlkreis Husum-Eiderstedt im Parlament. Von 1958 bis 1962 war er stellvertretender Schriftführer des Landtages. Andresen war von 1967 bis 1971 parlamentarischer Vertreter des Ministers für Wirtschaft und Verkehr.

## Ehrungen
Andresen wurde am 27. Mai 1968 das Große Verdienstkreuz des Bundesverdienstkreuzes verliehen.